# Albatross (chanson)
Pour les articles homonymes, voir Albatross (homonymie).
Singles de Fleetwood Mac
Need Your Love So Bad
(1968) Man of the World
(1969)
Albatross est une composition de musique instrumentale du groupe de blues britannique Fleetwood Mac sortie en single le 22 novembre 1968.
Elle n'est extraite d'aucun album mais sera incluse dans les compilations English Rose et The Pious Bird of Good Omen publiées en 1969.
Albatross rencontre le succès en Europe notamment au Royaume-Uni, avec une 1re place dans le classement des ventes. Le single se classe aussi en Australie. Réédité en 1973, il retourne dans le hit-parade britannique, culminant en 2e position, et aux Pays-Bas, décrochant la 1re place.

## Composition
Mené par des guitares au son onirique, Albatross évoque un bord de mer calme, avec des cymbales imitant le bruit des vagues.
C'est Peter Green, l'un des guitaristes et fondateurs du groupe, qui a composé Albatross. Il aurait été inspiré par le morceau instrumental Sleepwalk de Santo & Johnny sorti en 1959. L'instrumental de Chuck Berry Deep Feeling, sur l'album After School Session (1957), pourrait être une autre source d'inspiration.
La composition de Peter Green aurait, quant à elle, inspiré John Lennon pour une chanson des Beatles, Sun King, sur l'album Abbey Road.
Peter Green et Danny Kirwan jouent les parties de guitare. Jeremy Spencer, l'autre guitariste du groupe, n'a pas participé à l'enregistrement. John McVie est à la basse et Mick Fleetwood à la batterie.

## Musiciens
- Peter Green : Guitare
- Danny Kirwan : Guitare
- John McVie : Basse
- Mick Fleetwood : Batterie

## Reprises
The Shadows, Chris Spedding, Anathema font partie des artistes ayant repris le titre. La version de Chris Coco en 2002 se classe 86e dans les charts britanniques.

## Classements hebdomadaires
| Classement (1968-1969)                  | Meilleure position |
| --------------------------------------- | ------------------ |
| Allemagne (GfK Entertainment)           | 19                 |
| Australie (Kent Music Report)           | 12                 |
| Belgique (Flandre Ultratop 50 Singles)  | 19                 |
| Belgique (Wallonie Ultratop 50 Singles) | 35                 |
| Canada (RPM 100 Singles)                | 45                 |
| Irlande (IRMA)                          | 5                  |
| Norvège (VG-lista)                      | 2                  |
| Pays-Bas (Nederlandse Top 40)           | 2                  |
| Pays-Bas (Single Top 100)               | 1                  |
| Royaume-Uni (UK Singles Chart)          | 1                  |
| Suisse (Schweizer Hitparade)            | 4                  |

| Classement (1973)              | Meilleure position |
| ------------------------------ | ------------------ |
| Irlande (IRMA)                 | 8                  |
| Pays-Bas (Single Top 100)      | 1                  |
| Royaume-Uni (UK Singles Chart) | 2                  |

| Classement (1989)              | Meilleure position |
| ------------------------------ | ------------------ |
| Royaume-Uni (UK Singles Chart) | 96                 |

## Certification
| Pays              | Certification | Date       | Unités certifiées |
| ----------------- | ------------- | ---------- | ----------------- |
| Royaume-Uni (BPI) | Platine       | 08/08/2025 | 600 000           |